# Давид Рис Вільямс
Давид Рис Вільямс (англ. Dafydd Rhys "Dave" Williams; 16 травня 1954, Саскатун, провінція Саскачеван Канада) — канадський астронавт.
Ім'я Dafydd характерне для вихідців з Уельсу.

## Життєпис
Давид Вільямс виріс в канадській провінції Квебек, де він закінчив вищу школу. Після школи Вільямс вчився в університеті Макгілла в Монреалі. У 1976 році він став бакалавром біології. У 1983 році він став магістром фізіології, доктором медицини і магістром хірургії. У 1985 році закінчив вчення на медичному факультеті Університету в Оттаві, як практикуючий лікар. У 1988 році пройшов навчання як лікар невідкладної допомоги в університеті Торонто.
1992 року Вільямса прийняли до загону космонавтів Канадського космічного агентства. З 1995 року проходив підготовку до космічних польотів як фахівець польоту в NASA.
Давид Вільямс зробив один космічний політ, який відбувся з 17 квітня по 3 травня 1998 року на шаттлі «Колумбія» STS-90. Вільямс брав участь в дослідженнях впливу невагомості на мозок і нервову систему людини. Політ продовжувався 15 діб 21 годину і 50 хвилин. Шаттл зробив 256 витків довкола Землі і здолав 6,3 мільйони миль. Давид Вільямс став сьомим громадянином Канади, що брав участь у космічному польоті.
З липня 1998 року по 2002 рік Вільямс працював в Космічному центрі ім. Джонсона в Х'юстоні.
З 8 серпня по 21 серпня 2007 р. Давид Вільямс був учасником другого космічного польоту — Індевор STS-118. Під час польоту Вільямс зробив три виходи у відкритий космос.
1 березня 2008 р. пішов у відставку.
Вільямс одружений і має двох дітей.